# Пухгайм
Пухгайм (нім. Puchheim) — громада в Німеччині, розташована в землі Баварія. Підпорядковується адміністративному округу Верхня Баварія. Входить до складу району Фюрстенфельдбрук.
Площа — 12,23 км2. Населення становить 21 235 ос. (станом на 31 грудня 2020).